# Súng trường tấn công Type 81
Súng trường bộ binh tự động kiểu 81 (81式自动步枪, 81 thức tự động bộ thương), trong các tài liệu tiếng Anh thường gọi ngắn gọn là Type 81, là loại súng súng trường tấn công có bề ngoài giống khẩu Type 56 vốn được chế tạo từ giấy phép sản xuất AK-47, nhưng nó có các thiết kế cùng các cải tiến khác để giảm độ giật và gắn bộ phận chống giật để có độ chính xác cao hơn, bao gồm các đặc tính của súng bắn tỉa Dragunov, súng trường SKS. Type 81 giữ lại hình dáng của AK-47 nhưng nó lại không phải là một biến thể để phải mua bản quyền sản xuất AK-47 như Type 56, điểm khác biệt chính nằm ở hệ thống ngắm và báng súng.
Điểm dễ phân biệt nhất là loại súng này có một bộ phận chống giật ở đầu nòng súng. Điểm ruồi chuyển từ đầu nòng súng lên giữa nòng súng. Type 81 có một khoảng cách giữa vòng bảo vệ cò súng và hộp đạn trong khi Type 56 thì liền kề. Type 81 sử dụng hệ thống trích khí ngắn trong khi Type 56 sử dụng hệ thống trích khí dài. Type 81 không sử dụng lưỡi lê hình đinh gắn luôn vào mà thay bằng lưỡi lê hình dao có thể tháo ra. Type 81 có thể sử dụng hộp đạn 30 viên của Type 56 hay hộp đạn tròn 75 viên dành cho súng máy hạng nhẹ Type 81.

## Các biến thể
Không giống như loại súng tiền nhiệm, Type 81 là một dòng các loại vũ khí. Các mẫu thử nghiệm mới nhất được gọi là Type 87 được chế tạo cuối những năm 1980. Nó được phát triển để làm nền cho tiêu chuẩn vũ khí cầm tay mới của Quân Giải phóng Nhân dân Trung Quốc, nó cũng dùng để thử nghiệm loại đạn 5.8x42mm DBP87. Nó chưa bao giờ được sản xuất đại trà nhưng cũng đã được thấy sử dụng trong các lực lượng đặc nhiệm của Trung Quốc.
Các biến thể trong dòng vũ khí Thức 81:
- Type 81: sử dụng loại đạn 7.62 mm với báng súng cố định.[2]
- Type 81-1: sử dụng loại đạn 7.62 mm với báng súng có thể đẩy vào kéo ra.[2]
- Type 81-LMG: Súng máy hạng nhẹ Type 81 sử dụng loại đạn 7.62 mm dùng trong các nhóm lính sử dụng vũ khí tự động.[2]

## Sử dụng
- Trung Quốc - The Type 56 replaced by Type 81 and 95 in PLA front line service, but the Type 56 remains in use with reserve and militia service.[2]
- Algeria[3]
- Bangladesh - Under license by the Bangladesh Ordnance Factories as BD-08 Assault Rifle [4][5][6]
- Benin[3]
- Comoros[3]
- Djibouti[3]
- Gabon[3]
- Ghana[3]
- Guinea[3]
- Iran[3]
- Iraq[3]
- Ivory Coast[3]
- Kyrgyzstan[3]
- Myanmar[7]
- Niger[3]
- Nigeria[3]
- Pakistan - Used by the Pakistan Army.[8]
- Zambia: Được Trung Quốc viện trợ
- Rwanda[3]
- Senegal[3]
- South Sudan[3]
- Sudan[9]
- Syria[3]
- Tanzania[3]
- Campuchia
- Lào[3]
- Việt Nam